# Ernst Bloch
Ernst Bloch (Ludwigshafen, 8. srpnja 1885. – Tübingen, 4. kolovoza 1977.), njemački neomarksistički filozof.
Sveučilišnu karijeru počeo je Leipzigu, gdje je živio do dolaska nacionalsocijalista na vlast. Kao istaknuti antifašist bio je u emigraciji od 1933. do 1948. Po povratku bio je sveučilišni profesor u Istočnom Berlinu, a od 1961. u Tübingenu. U svom opsežnom djelu, koje obuhvaća probleme filozofije, povijesti, religije, prava, ontološka, etička i humanistička pitanja, posebno se bavio analizom fenomena utopijskog. Promišlja originalnu ontologiju utopijskog u kojoj su središnji pojmovi "još - ne - bitka" i "još - ne - svjesnog" koji ukazuju na otvorenost svijeta i čitavog kozmosa ka mogućnosti realizacije svijeta bez privatnog vlasništva i u kojem je ljudskost ostvaren ideal.
U svom filozofskom rječniku Bloch modificira neke kategorije izvedene iz klasične njemačke filozofije, Freuda, kršćanstva i neoplatonizma, ravijajući ih u osebujnu filozofiju po kojoj je stvarnost dinamičko posredovanje odnosa subjekta i objekta, duha i materije, s konačnom svrhom ostvarenja njihova jedinstva. Napadnut za revizionizma i oštro kritiziran za "religiozno orijentirani" i teologijski princip nade, napustio je DR Njemačku.

## Djela
- "Duh utopije",
- "Subjekt-objekt",
- "Nasljeđe ovog vremena",
- "Thomas Münzer kao teolog revolucije"
- "Sloboda i poredak",
- "Avicena i Aristotelova ljevica",
- "Princip nade",
- "Tragovi",
- "Prirodno pravo i ljudsko dostojanstvo
- "Ateizam u kršćanstvu",
- "Tübingenski uvod u filozofiju".